# 김기태 (1898년)
김기태(金錤泰), (1898년 ~ ? )은 일제 강점 때의 고등경찰이다.

## 생애
1898년 1월 11일에 태어났다. 전라남도 화순 출신이다. 화순사립보통학교를 졸업했다. 1919년 8월 전라남도 순사에 임용되어 화순경찰서에서 근무했다. 1925년 3월 전라남도 경찰부에서 고등경찰로 활동했다. 1926년 4월부터 광주경찰서 순사를 겸했다. 1930년 2월 전라남도 강진경찰서 순사로 근무하다 4월에 그만두었다. 1935년부터 1941년까지 고향인 전라남도 화순군에서 화순면장을 지냈다. 화순면장으로 재직하던 중 중일전쟁이 일어나자 1937년부터 1940년까지 군수품 공출, 전사자 유가족 조위(弔慰) 및 입영 응소군인 환송영(歡送迎), 여론 환기와 국방사상 보급 선전, 국재소화(國債消化)와 저축 장려, 국방헌금과 휼병금 모집 등의 업무를 적극 수행하여 『지나사변공로자공적조서』에 이름이 올랐다. 1940년 11월 열린 기원2600년축전 기념식전 및 봉축회에 초대받고 기원2600년 축전기념장을 받았다.
해방 후, 1952년에 전라남도 화순군 화순면장, 화순면의장(議長)을 지냈다.

## 참고자료
- 친일인명사전편찬위원회 (2009). 《친일인명사전》. 283쪽.